# Azteca duroiae
Azteca duroiae är en myrart som beskrevs av Auguste-Henri Forel 1904. Azteca duroiae ingår i släktet Azteca och familjen myror. Inga underarter finns listade.